# Apocalipse (Marvel Comics)
Apocalipse (Apocalypse em inglês) é um personagem da Marvel Comics, inimigo dos X-Men. En Sabah Nur se considera o mutante mais antigo que existe, devido a absorções de poderes ele se tornou um deus. Ele nasceu na metade do Século XXX a.C., no antigo Egito, durante a Primeira Dinastia e sobrevive até os tempos de hoje graças ao uso de tecnologia futurística.
Seu poder é a capacidade de reorganizar sua massa corpórea e moléculas na forma que quiser. É um inimigo tradicional dos X-Men.
Há milênios vem cometendo os mais vis e abomináveis atos de atrocidade que poderão, no futuro, levar à guerra genética entre o Homo superior e a humanidade. Um cataclismo que já teria ocorrido se não fosse a intervenção dos X-Men.

## Biografia ficcional do personagem
Durante os séculos ele foi adorado por muitas civilizações sob uma variedade de nomes. Nasceu no Egito há quase cinco mil anos como um membro do clã de Akkaba.

### Infância
Por causa de sua pele cinza e lábios azuis, seu povo o abandona quando era bebê. Ele é resgatado por Baal dos Sandstormers (Povo da Tempestade de Areia), que vê o poder potencial da criança e a vontade de sobreviver. Baal o nomeia En Sabah Nur, que a Marvel traduz como "O Primeiro". Os Tempestades de Areia vivem pelo lema da seleção natural, acreditando que apenas aqueles que são fortes o suficiente para sobreviver às adversidades e ao conflito direto são dignos de vida.
Também é revelado durante as Guerras do Apocalipse que, como um menino, En Sabah Nur é muito generoso e altruísta, para o desgosto de Baal. Um Evan Sabah Nur deslocado no tempo e a Fera dos Novos X-Men tentam salvar En Sabah Nur, mas ele se deixa capturar para ajudá-los a escapar.

### A Ascensão de Apocalipse no Egito Antigo
Por volta dessa época, o viajante do tempo Kang, o Conquistador chega ao Egito e assume a identidade do Faraó Rama-Tut. Sabendo quem En Sabah Nur está destinado a se tornar e onde ele está, Rama-Tut envia seu General Ozymandias e um exército para destruir os Sandstormers e encontrar o jovem Apocalipse. En Sabah Nur e Baal são feridos e buscam refúgio em uma caverna. Antes de morrer, Baal revela tecnologia alienígena avançada escondida na caverna, deixada pelos alienígenas deuses conhecidos como Celestiais. Jurando vingança contra Rama-Tut, En Sabah Nur entra na cidade do Faraó disfarçado de escravo e atrai a atenção romântica da irmã de Ozymandias, Nephri. Ao ver a verdadeira aparência do mutante, Nephri o rejeita e busca proteção junto ao seu irmão. A raiva de En Sabah Nur, com o coração partido, faz com que suas habilidades mutantes emirjam completamente. Enfurecido, ele se renomeia como Apocalipse. Rama-Tut foge e En Sabah Nur usa a tecnologia Celestial para transformar seu antigo atormentador Ozymandias em um clarividente cego feito de pedra viva, agora escravizado por Apocalipse. Com o passar dos anos, Apocalipse descobre que não envelhece mais.

### Retorno à superfície
Quatro semanas depois ele retornou finalmente à superfície, tornando-se um escravo. Teve uma visão do deus da morte egípcio, Anúbis, que lhe comandou que se tornasse um conquistador.
Nesse momento manifestaram-se seus poderes sobre-humanos pela primeira vez.
No encontro com Rama-Tut, este lhe ofereceu torná-lo seu herdeiro se ele lhe jurasse lealdade. Como Nur recusou, Rama-Tut tentou matá-lo. Após ter derrotado seu mestre de guerra, o general Ozymandias, Rama-Tut escapou para o futuro assumindo a identidade de Kang o conquistador.

### Apocalipse em outras eras históricas
Dali em diante começava a trama de Apocalipse de conquistar todo planeta, provocando guerras e conflitos no qual o mais forte derrotaria e destruiria o fraco.

#### As Cruzadas e Idade Moderna
Durante as Cruzadas, Apocalipse ativou o gene mutante oculto no guerreiro Bennet Du Paris (Exodus), tornando-o seu criado. Depois, lançou-o em um transe quando Exodus se rebelou contra ele.
Apocalipse despertou de séculos de hibernação em uma câmara subterrânea em Londres em 1859. Foi quando ele conheceu o Dr. Nathaniel Essex. Apocalipse ofereceu a possibilidade de transformar Essex em um ser sobre-humano, dessa forma ele teria o tempo necessário para avançar em suas pesquisas. O custo disso seria sua servidão a Apocalipse. Ao aceitar, Essex foi transformado no Sr. Sinistro.
Os Askani, um clã de rebeldes que luta contra Apocalipse dois mil anos no futuro, transportaram Scott Summers e Jean Grey Summers para 1859. Lá, eles impediram os planos de En Sabah Nur de assassinar a rainha da Inglaterra e o primeiro-ministro.
Ele, num outro momento de sua existência, ficou temporariamente debilitado por um vírus usado pelo Sr. Sinistro contra ele.
Apocalipse ainda enfrentou o conde Drácula no final do século XIX.

### O Retorno de Apocalipse
Ao retornar um século depois, começou a recrutar seus Cavaleiros do Apocalipse. Transformou o Anjo do X-Factor no Anjo da Morte, usando suas avançadas técnicas de engenharia genética para lhe dar asas metálicas em substituição as originais que tinham sido amputadas, devido a ferimentos provocados por um combate contra os Carrascos na saga "Massacre dos Mutantes".
Mais tarde, Apocalipse voltou e criou mais quatro Cavaleiros, entre eles Wolverine. Nessa saga, o corpo de En Sabah Nur foi destruído e sua alma unificado à de Scott Summers. Posteriormente, com a ajuda de Cable e Fênix, Ciclope consegue se libertar e aparentemente a essência de Apocalipse é destruída por Cable.
Apocalipse infectou Cable quando ele ainda era uma criança com um Vírus Tecnorgânico, obrigando dessa forma que o mesmo fosse enviado pelos seus pais, Ciclope e Madelyne Pryor, para o tempo dos Askani, dois mil anos em um futuro alternado.
Nesse futuro, ele sequestrou um clone de Cable criado pelos Askani. Acreditando ser o verdadeiro Nathan Summers, Apocalipse cessou sua caçada ao garoto que ele acreditara poder derrotá-lo um dia. Criado por Apocalipse, o clone cresceu para se tornar o terrorista conhecido como Conflyto, que foi o responsável pela liberação do Vírus Legado na atmosfera da Terra.

### A Derrota
Apocalipse de tempos em tempos teve de transferir sua mente e poderes para outros corpos para se manter vivo. Depois de milênios ameaçando a humanidade ele foi derrotado 2000 mil anos no futuro pelo jovem Nathan e seus pais adotivos (Ciclope e Fênix), auxiliados pelo clã Askani. Porém sempre arranja um jeito de retornar e se vingar, pois ele viaja no tempo e isso o torna invencível.
Atualmente Apocalipse foi morto na saga Anjo negro quando Apocalipse dá todos os seus poderes ao Anjo e se transforma em uma criança, morrendo pelas mãos do grupo.

### A Era do Apocalipse
Em uma linha temporal secular alternativa Apocalipse teve sucesso, conquistando a América do Norte no século XX. O professor Xavier morreu nas mãos do seu próprio filho, Legião, antes de formar os X-Men.
Como resultado disso, Apocalipse lançou seu ataque a humanidade 20 anos antes do "previsto" por ele e por Sinistro e como não havia ninguém para detê-lo, venceu e ergueu seu reinado mutante de terror e destruição sem fim, transformando os humanos em seus escravos no período de tempo alternado conhecido como "A Era do Apocalipse".
Porém, nessa realidade ele pereceu em combate contra Magneto, que tinha se tornado o fundador dos X-Men naquela linha secular.
Apocalipse também mostrou que pode criar portais para outras dimensões, que não possuem saída ou entrada

## Em outras mídias

### Desenhos Animados
Apocalipse já apareceu na séries animadas X-Men: Animated Series (1992), X-Men: Evolution (2000) e Wolverine and the X-Men (série) (2009).

### Filmes
Em dezembro de 2013, Bryan Singer anunciou o filme X-Men: Apocalipse. Lançado no dia 19 de maio de 2016 (No Brasil e 27 de maio mundialmente) como a continuação de X-Men: Days of Future Past. Bryan Singer é o diretor, co-roteirista e produtor. O filme tem foco na origem dos mutantes. Harris e Michael Dougherty trabalharam com Singer no filme. Em novembro de 2014, foi anunciado que o ator guatemalteco Oscar Isaac interpretaria Apocalipse. No filme, o vilão tem seus consagrados cavaleiros do Apocalipse, sendo eles Magneto que é novamente interpretado por Michael Fassbender, Tempestade interpretada pela atriz Alexandra Shipp, Psylocke, interpretada pela atriz Olivia Munn, e Ben Hardy como o mutante Arcanjo. O filme é a continuação da nova quadrilogia dos X-Men no cinema, que se iniciou com X-Men: Primeira Classe (2011), X-Men: Dias de Um Futuro Esquecido (2014) e seguiu com X-Men: Fênix Negra (2019).

### Videogames
Apocalipse já apareceu em diversos jogos baseados nos mutantes, entre eles: X-Men (videogame), X-Men: Mutant Apocalypse, X-Men: Reign of Apocalypse, X-Men Legends II: Rise of Apocalypse, X-Men vs. Street Fighter, "Marvel Torneio de Campeões" e Marvel Super Heroes vs. Street Fighter.